# Harry von Trampe
Harry Wilhelm Karl Ludwig von Trampe (* 4. Oktober 1799 in Hoope, Grafschaft Hoya; † 1. Februar 1875 in Verden (Aller)) war ein deutscher Verwaltungsjurist und Politiker im Königreich Hannover.

## Leben
Harry von Trampe studierte an der Georg-August-Universität Göttingen. 1817 wurde er Mitglied des Corps Bremensia Göttingen. Nach dem Studium trat er in den Verwaltungsdienst des Königreichs Hannover. Er wurde Ritterschaftsdeputierter der gesamten Grafschaft Hoya zur Zweiten Kammer der Allgemeinen Ständeversammlung des Königreichs Hannover, Mitglied des größeren Ausschusses der Provinziallandschaft für die Grafschaft Hoya, Amtsassessor des Amtes Ehrenburg-Barenburg, Landkommissär des I. Quartiers, Königlicher Kommissär und Canonicus des Stifts Bassum. 1838 wurde er neben seinen bisherigen Ämtern zum Landrat ernannt, zusätzlich Mitglied des engeren Ausschusses der Provinziallandschaft und zum Deputierten der Ersten Kammer der Allgemeinen Ständeversammlung des Königreichs Hannover gewählt. 1843 wurde er Generalsyndikus der Ersten Kammer der Allgemeinen Ständeversammlung. Im folgenden Jahr wurde er interimistisch mit den Aufgaben des ersten Beamten des Amtes Ehrenburg-Bahrenburg beauftragt. 1849 erfolgte seine endgültige Ernennung zum Amtmann des Amtes Ehrenburg-Bahrenburg.
Von Trampe war Präsident der Ersten Kammer der 14. Allgemeinen Ständeversammlung. 1860 wurde er zum Oberamtmann des Amtes Ehrenburg-Bahrenburg ernannt. Als Mitglied der Ersten Kammer der 15. Allgemeinen Ständeversammlung wurde er 1864 Präsident der Landschaft Grafschaft Hoya. Er war Pächter des Dominal-Gutes Ehrenburg. Zuletzt lebte er als Landrat und Oberamtmann a. D. in Verden.

## Auszeichnungen
- Mitglied der 4. Klasse des Guelphenordens (1848)[12]
- Ritterkreuz des Guelphenordens (1849)[13]